# 6:2-Fluortelomersulfonsäure
6:2-Fluortelomersulfonsäure (6:2-FTS) ist eine chemische Verbindung, die zur Gruppe der Fluortelomersulfonsäuren innerhalb der per- und polyfluorierten Alkylverbindungen (PFAS) gehört. Aufgrund ihrer strukturellen Ähnlichkeit zu PFOS wird sie auch H4PFOS genannt.

## Gewinnung und Darstellung
6:2-FTS wird mittels Telomerisation hergestellt.
Zudem entsteht sie beispielsweise auch aus einigen Perfluorcarboxybetainen nach deren Spaltung.

## Eigenschaften
Der Octanol-Wasser-Verteilungskoeffizient (log KOW) liegt bei 3,47–3,98.
Der BSAF für Regenwürmer liegt bei 3,06 (Durchschnittswert aus Labor- und Felddaten).
Durch biologischen Abbau wird 6:2-FTS primär in die Perfluorcarbonsäuren Perfluorhexansäure, Perfluorpentansäure und Perfluorbutansäure umgewandelt.

## Verwendung
6:2-FTS sowie deren Derivate werden als Ersatzprodukt für Perfluoroctansulfonsäure (PFOS) bzw. deren Salze in Löschschäumen verwendet. Es wird auch bei Hart- und Dekorativverchromungsverfahren in der Galvanotechnik als Ersatz für das verbotene PFOS eingesetzt. Unter REACH war 6:2-FTS vorerst nur vorregistriert, wurde dann aber 2019 für den Tonnagebereich von 1–10 Jahrestonnen im EWR registriert.
Laut Angaben der chemischen Industrie handelt es sich bei der 6:2-Fluortelomersulfonsäure um eine von 256 PFAS mit kommerzieller Relevanz aus der OECD-Liste von 4730 PFAS.

## Toxizität
Der EC50 bei Eisenia fetida liegt bei 253 mg/kg (Reproduktionstest).